# Hendrik Jacobus Scholten

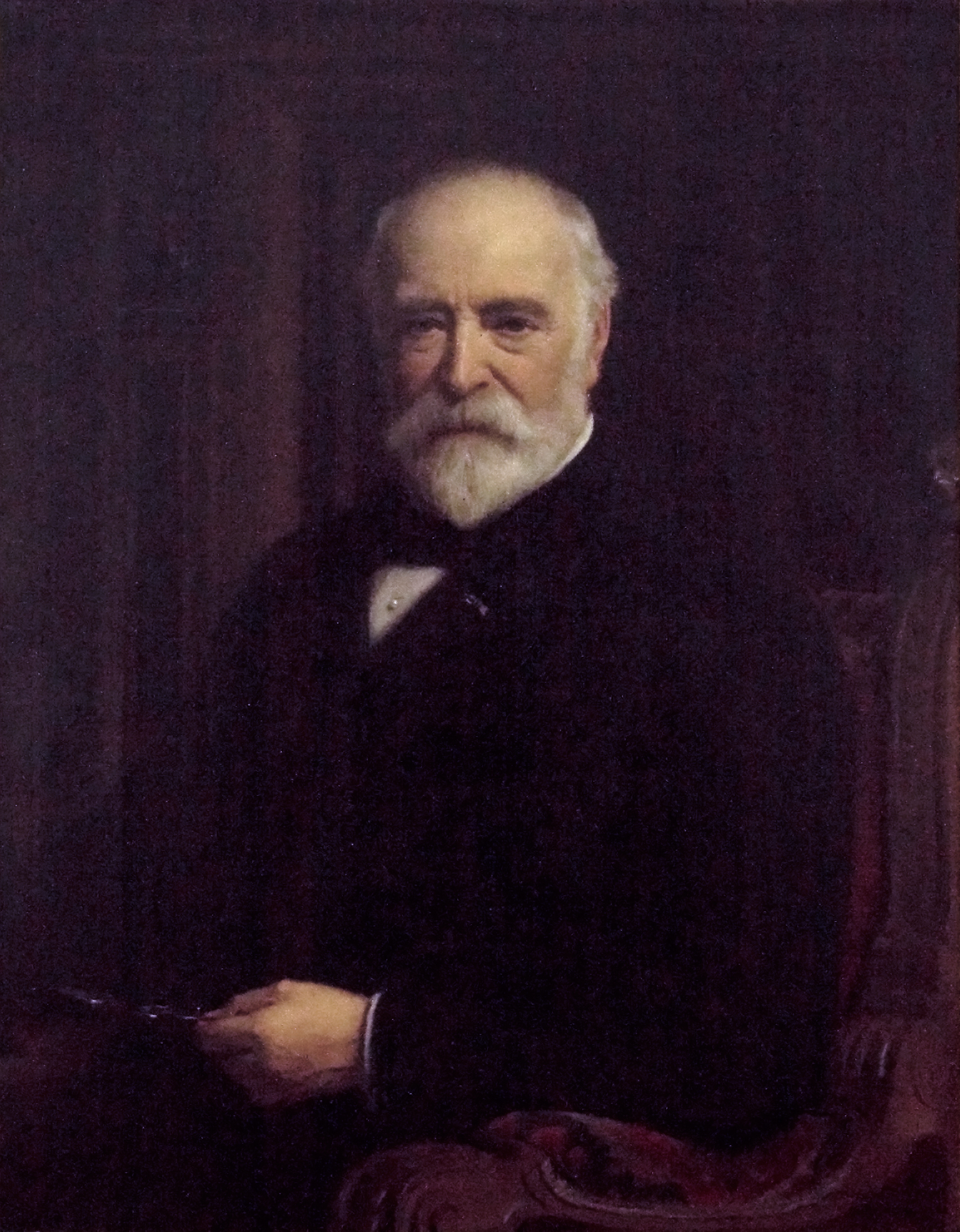
Zelfportret, 1904, Teylers Museum

Hendrik Jacobus Scholten (Amsterdam, 11 juli 1824 - Heemstede, 29 mei 1907) was een Nederlands kunstschilder, etser en aquarellist. Hij schilderde genrestukken, interieurs, figuurvoorstellingen, portretten, historische stukken en stadsgezichten. Op het gebied van historisch werk schilderde Scholten vooral de periode van de Gouden Eeuw.
Scholten was een leerling van Petrus Franciscus Greive. Hij werd in 1872 conservator van Teylers Museum in Haarlem, waar een aantal van zijn werken zijn tentoongesteld. Het betreft hier zowel schilderijen als tekeningen. Ook in andere musea zijn schilderijen van Scholten te zien, waaronder het Rijksmuseum in Amsterdam en het Amsterdam Museum.
Zijn interieurs met figuren vertonen gelijkenis met het werk van Pieter de Hooch.

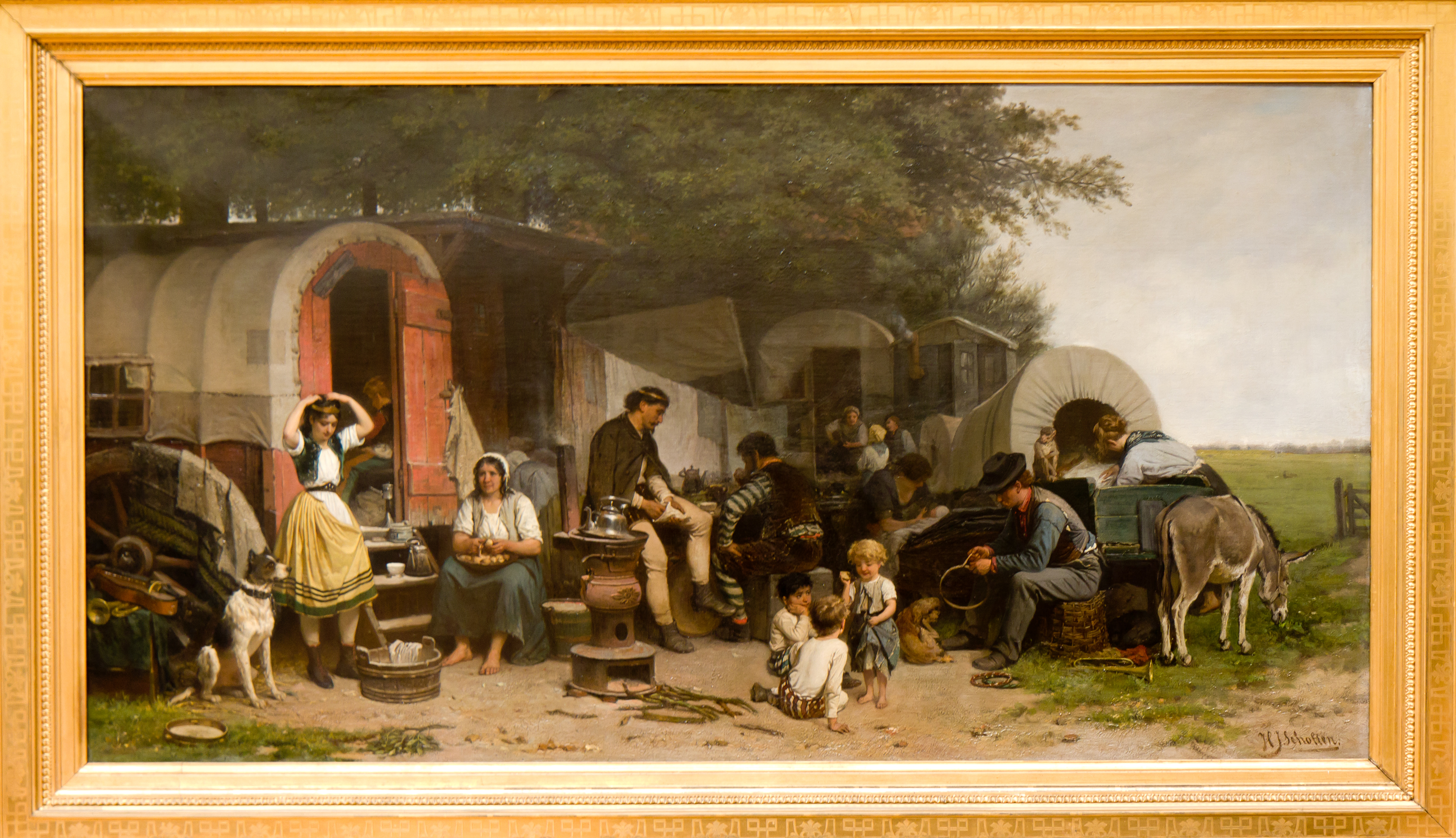
Kermisgasten, 1870, Teylers Museum
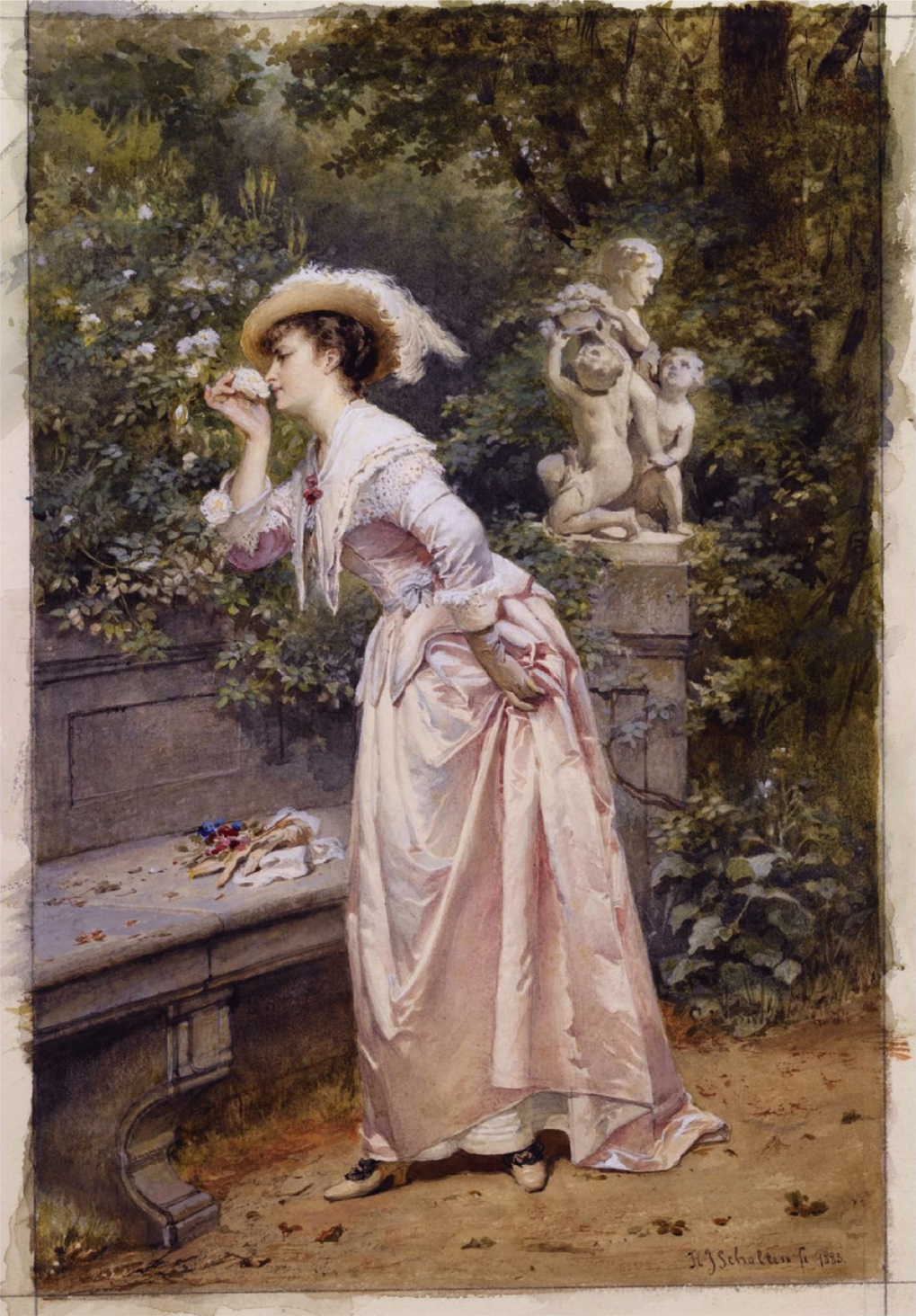
Dame, ruikend aan een roos, 1883

- Biografisch Portaal: 21618548
- Digitale Bibliotheek voor de Nederlandse Letteren: scho144
- Gemeinsame Normdatei: 1146274033
- International Standard Name Identifier: 0000 0000 6708 6110
- Library of Congress Control Number: no00037665
- Nederlandse Thesaurus van Auteursnamen: 069979669
- RKD-Nederlands Instituut voor Kunstgeschiedenis: 70908
- Système universitaire de documentation: 250077744
- Union List of Artist Names: 500029181
- Virtual International Authority File: 73395983
- WorldCat: E39PBJrCd7bF6hqQ3Mf4q3Mtrq